# Radiographie de l'abdomen sans préparation
Pour les articles homonymes, voir ASP.

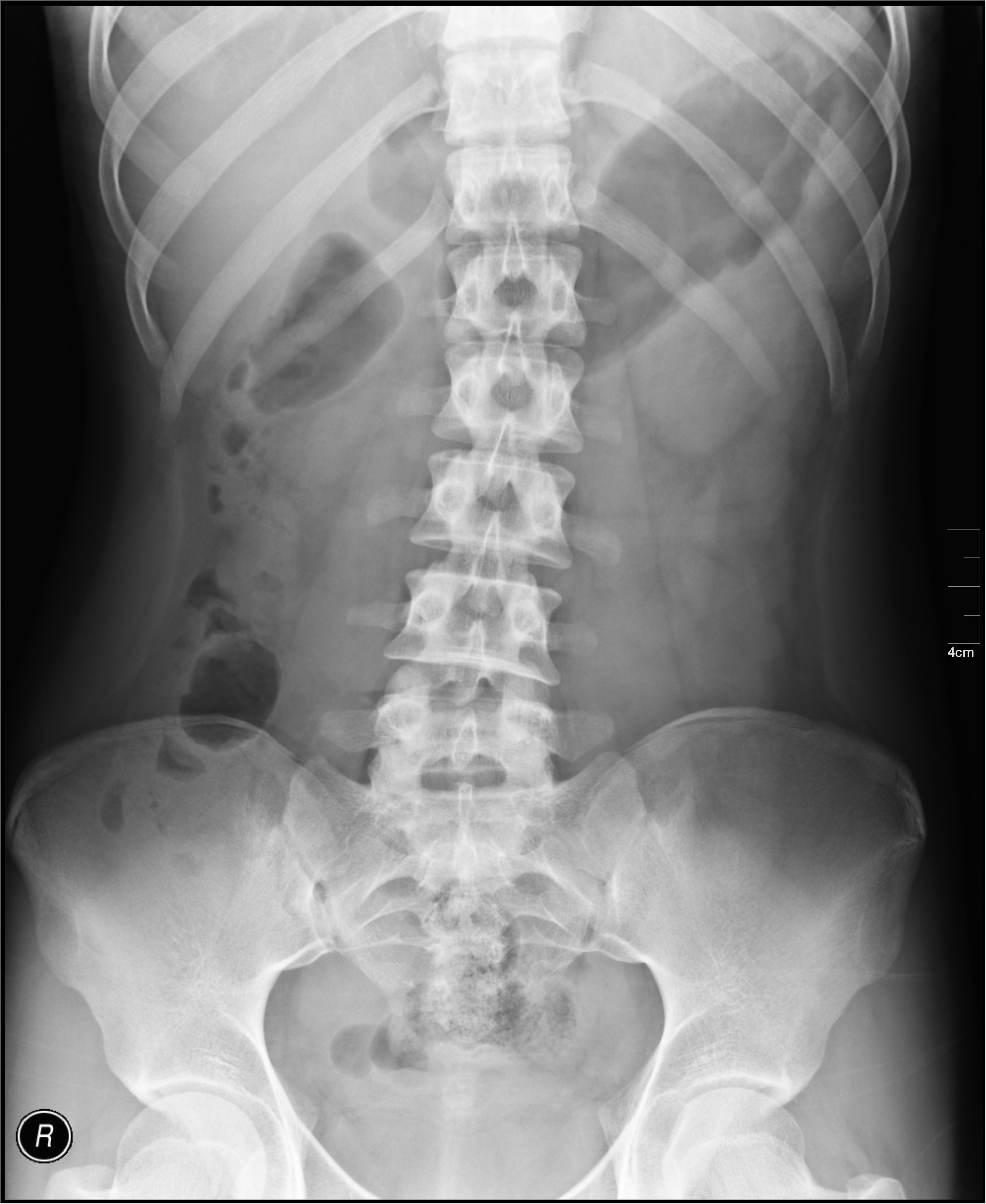
Une radiographie de l'abdomen sans préparation.

La radiographie de l'abdomen sans préparation, plus souvent abrégé « Abdomen sans préparation » (ASP) ou abdomen à blanc consiste à radiographier l'abdomen sans produit de contraste, contrairement au transit baryté ou au lavement baryté.

## Utilité
Cet examen médical est souvent un examen d'orientation réalisé dans un premier temps, avant un scanner par exemple, car il est peu performant. 
Il permet cependant de diagnostiquer entre autres :
- calcul rénal ou des voies urinaires
- perforation digestive (sur ulcère gastro-duodénal par exemple)
- constipation
- occlusion intestinale
- la présence d'objets métalliques (grenaille de plomb de chasse, plomb de pêche, projectile d'arme à feu... notamment) ou opaques aux rayons x (morceau de cristal)
- une pica (qui se traduit par une légère opacification de tout ou partie de l'intestin (si l'ingestion a eu lieu dans les 24 à 36 h avant l'examen)[1].